# Dmytro Stojko
Dmytro Wiktorowнcz Stojko, ukr. Дмитро Вікторович Стойко (ur. 3 lutego 1975 w Aleksandrii, w obwodzie kirowogradzkim) – ukraiński piłkarz, grający na pozycji bramkarza.

## Kariera piłkarska

### Kariera klubowa
W 1997 rozpoczął karierę piłkarską w drużynie Metałurh Nowomoskowsk. W 1999 przeszedł do Metalista Charków, ale grał tylko w drugiej drużynie. Potem występował w ukraińskich klubach Zirka Kirowohrad, Worskła Połtawa i FK Charków. 12 lipca 2009 podpisał kontrakt z Tawrią Symferopol. Po zakończeniu sezonu 2011/12 zakończył karierę piłkarską.

## Sukcesy i odznaczenia

### Sukcesy klubowe
- mistrz Perszej Lihi Ukrainy: 2002/03
- zdobywca Pucharu Ukrainy: 2009/10
- finalista Superpucharu Ukrainy: 2010